# Explosión de gasoducto en Connecticut de 2010
La Explosión de gasoducto, ocurrió el 7 de febrero de 2010 en la localidad de Middletown, Connecticut, Estados Unidos a 37 km de la capital estatal de Hartford. El accidente según reportaban oficiales justo después de la explosión, habría provocado múltiples muertes debido a la gran explosión en el gasoducto, sin embargo la CNN había confirmado la muerte de al menos 5 personas y decenas de heridos, mientras que las autoridades del Hospital Middlesex reportaba más de 50 fallecidos. La planta Kleen Energy, generadora de 620 megawatts, es la más importante de Nueva Inglaterra y estaba en construcción cuando se produjo la explosión.

## Explosión
La explosión ocurrió a las 11:25 a. m. (16H25 GMT) hora local, en la ciudad universitaria de Middletown, Connecticut en el gasoducto Kleen Energy Systems, una central eléctrica de gas situada a las orillas del río Connecticut cuyo estallido se escuchó hasta 10 kilómetros de distancia, y algunos lo confundieron con un terremoto. La explosión provocó que muchas casas resultaran danadas, matando al menos a 2 personas y más de 100 heridos. En el lugar de la escena llegaron más de 100 unidades de emergencia, entre bomberos, ambulancias y policías. Una hora después de la explosión, seguían llegando a la zona medios de atención sanitaria y helicópteros trasladaron a varios heridos a hospitales. Sin embargo las autoridades temían que la cifra aumentara en las próximas horas, porque había numerosas personas atrapadas entre los escombros. Versiones de algunos de testigos señalaban que el edificio principal de la planta quedó reducido a escombros y lo único que se lograba apreciar era una enorme nube de humo negro
La planta de 620 megavatios estaba siendo construida para producir electricidad, principalmente a partir de gas natural. El alguacil de incendios Santostefano dijo que los trabajadores de la compañía constructora, O&G Industries, purgaban las tuberías de gas cuando ocurrió la detonación.

### Causas
Al lunes 8 de febrero, varios investigadores federales de Estados Unidos inspeccionaban la planta eléctrica. Mientras que la Oficina Federal de Investigaciones (FBI) no estaba investigando la explosión como un acto terrorista. En el momento de la explosión se calcula que había entre 50 y 60 personas en la planta, las cuales fueron enviadas unas 100 unidades de emergencia. El alcalde de Middletown, Sebastián Giuliano, dijo que un ataque terrorista fue descartado y corroboró que los trabajadores de la planta cerraban las tuberías de gas natural, cuando se produjo la explosión.

## Muertos
Al principio las autoridades decían que el número de víctimas por la explosión podría alcanzar hasta 50 muertos sin embargo el número oficial al 8 de febrero era de 5 personas fallecidas y varias personas que se encontraban en paradero desconocido y que podrían estar entre los escombros de la planta Kleen Energy Systems. Las víctimas serían empleados que se encontraban haciendo pruebas en la planta ya que se suponía que entraría en servicio en junio.